# Korać-Cup 1973
Die Saison 1973 war die 2. Spielzeit des Korać-Cup, der von der FIBA Europa ausgetragen wurde.
Den Titel gewann Birra Forst Cantù aus Italien.

## Modus
Es nahmen elf Mannschaften aus acht Nationen teil. Zuerst wurden drei Gruppen mit je drei Teams gebildet. Der Erstplatzierte jeder Gruppe erreichte das Halbfinale, gefolgt vom Finale. Außerdem wurde im Duell zwischen MTV Wolfenbüttel und Picadero JC Barcelona ein weiterer Halbfinalist ermittelt. Die Sieger der Spielpaarungen in der Gruppenphase wurden in Hin- und Rückspiel ermittelt.
Entscheidend war das Gesamtergebnis beider Spiele. Wer dies für sich entschied, bekam den Sieg gutgeschrieben. Die Sieger der Spielpaarungen im Halbfinale, sowie im Finale, wurden ebenfalls in Hin- und Rückspiel ermittelt.

## Teilnehmer
| Teilnehmer     | Teilnehmer | Teilnehmer         | Teilnehmer            |
| Land           | Anzahl     | Mannschaften       | Mannschaften          |
| -------------- | ---------- | ------------------ | --------------------- |
| Belgien        | 2          | Maes Pils Mechelen | Standard BC Lüttich   |
| Frankreich     | 2          | AS Berck Basket    | ASC Denain-Voltaire   |
| Spanien        | 2          | FC Barcelona       | Picadero JC Barcelona |
| BR Deutschland | 1          | MTV Wolfenbüttel   |                       |
| Griechenland   | 1          | CAN Thessaloniki   |                       |
| Italien        | 1          | Birra Forst Cantù  |                       |
| Jugoslawien    | 1          | Lokomotiva Zagreb  |                       |
| Luxemburg      | 1          | BBC Amicale        |                       |

## Gruppenphase

### Gruppe A
| Team                  | Sp | S | N | P+  | P-  |
| --------------------- | -- | - | - | --- | --- |
| 1. Maes Pils Mechelen | 2  | 2 | 0 | 369 | 323 |
| 2. Lokomotiva Zagreb  | 2  | 1 | 1 | 333 | 326 |
| 3. CAN Thessaloniki   | 2  | 0 | 2 | 273 | 326 |

### Gruppe B
| Team                   | Sp | S | N | P+  | P-  |
| ---------------------- | -- | - | - | --- | --- |
| 1. FC Barcelona        | 2  | 2 | 0 | 229 | 198 |
| 2. ASC Denain-Voltaire | 2  | 1 | 1 | 293 | 270 |
| 3. BBC Amicale         | 2  | 0 | 2 | 189 | 243 |

### Gruppe C
| Team                   | Sp | S | N | P+  | P-  |
| ---------------------- | -- | - | - | --- | --- |
| 1. Birra Forst Cantù   | 2  | 2 | 0 | 349 | 301 |
| 2. AS Berck Basket     | 2  | 1 | 1 | 342 | 315 |
| 3. Standard Lüttich BC | 2  | 0 | 2 | 311 | 386 |

### Entscheidungsspiele vierter Halbfinalist
|                  | Gesamt  |                       | Hinspiel | Rückspiel |
| ---------------- | ------- | --------------------- | -------- | --------- |
| MTV Wolfenbüttel | 112:139 | Picadero JC Barcelona | 60:58    | 52:71     |

## Halbfinale
|                       | Gesamt  |                   | Hinspiel | Rückspiel |
| --------------------- | ------- | ----------------- | -------- | --------- |
| Maes Pils Mechelen    | 177:169 | FC Barcelona      | 99:87    | 78:82     |
| Picadero JC Barcelona | 163:194 | Birra Forst Cantù | 81:82    | 82:112    |

## Finale
|                   | Gesamt  |                    | Hinspiel | Rückspiel |
| ----------------- | ------- | ------------------ | -------- | --------- |
| Birra Forst Cantù | 191:159 | Maes Pils Mechelen | 106:75   | 85:94     |

- Final-Topscorer:  Bob Lienhard (Birra Forst Cantù): 54 Punkte